# Edouard Fleissner von Wostrowitz
Edouard Fleissner von Wostrowitz (1825-1888) was de schrijver van een kort boek over cryptografie. In het werk, Handbuch der Kryptographie, gepubliceerd in 1881 in Wenen, promoot hij het gebruik van een draaiend rooster voor versleuteling. Deze methode werd later door Jules Verne gebruikt in het verhaal "Mathias Sandorf".